# Zbiornik Saratowski
Zbiornik Saratowski (ros. Саратовское водохранилище) – jezioro zaporowe w Rosji, na rzece Wołdze, powstałe po wybudowaniu w Bałakowie zapory dla elektrowni wodnej.

## Historia
Zapora, która znajduje się na obiekcie, jest pierwszą na świecie konstrukcją z prefabrykowanego żelbetu. Do obliczeń konstrukcji wykorzystano nowatorski komputer wodny - hydrointegrator. Napełnianie zbiornika rozpoczęto w 1967 roku.